# Sympistis lapponica
Sympistis lapponica là một loài bướm đêm trong họ Noctuidae.